# 阿拉法特山
21°21′38″N 39°59′56″E / 21.36056°N 39.99889°E

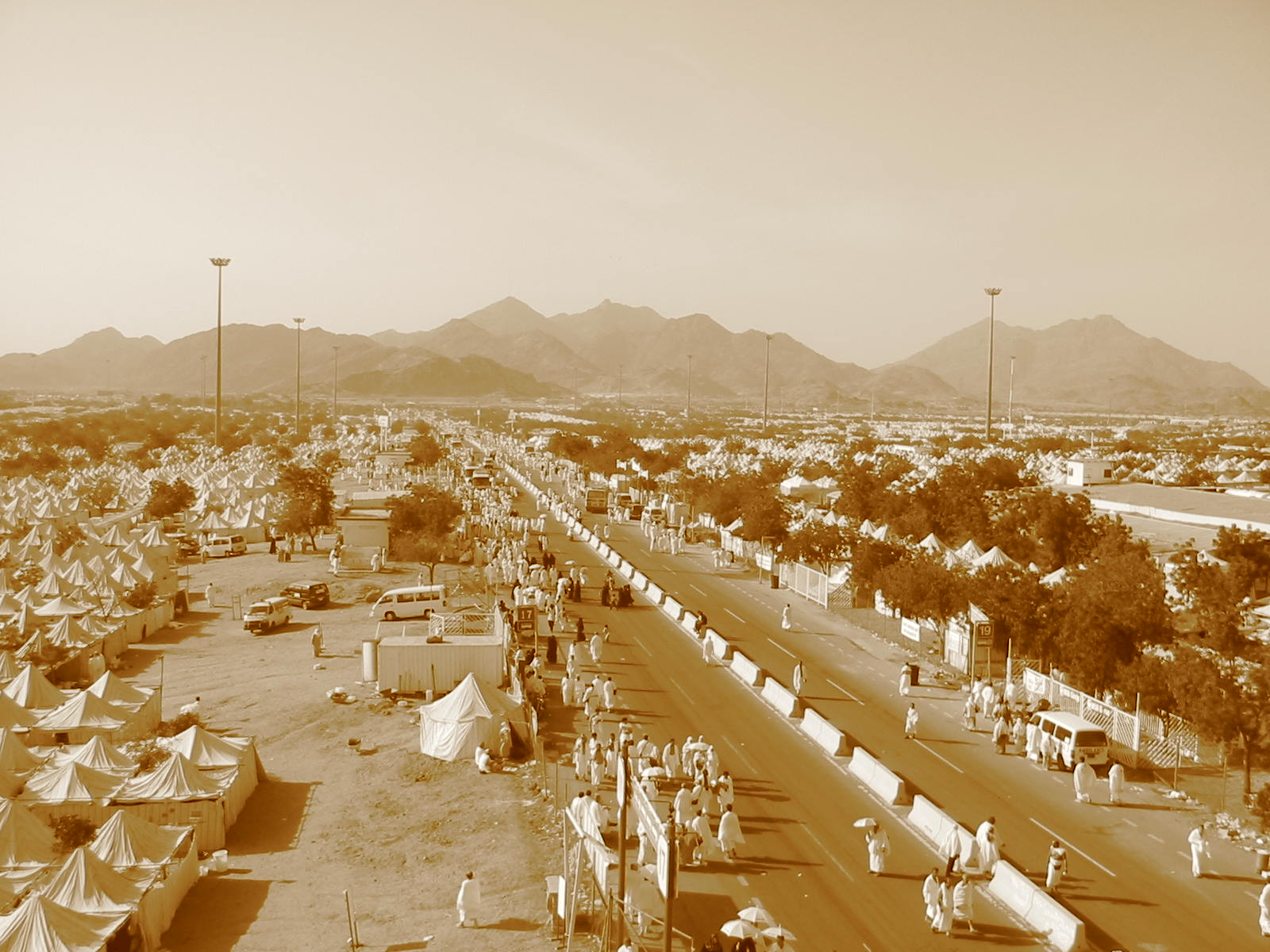
朝覲季節的阿拉法特平原

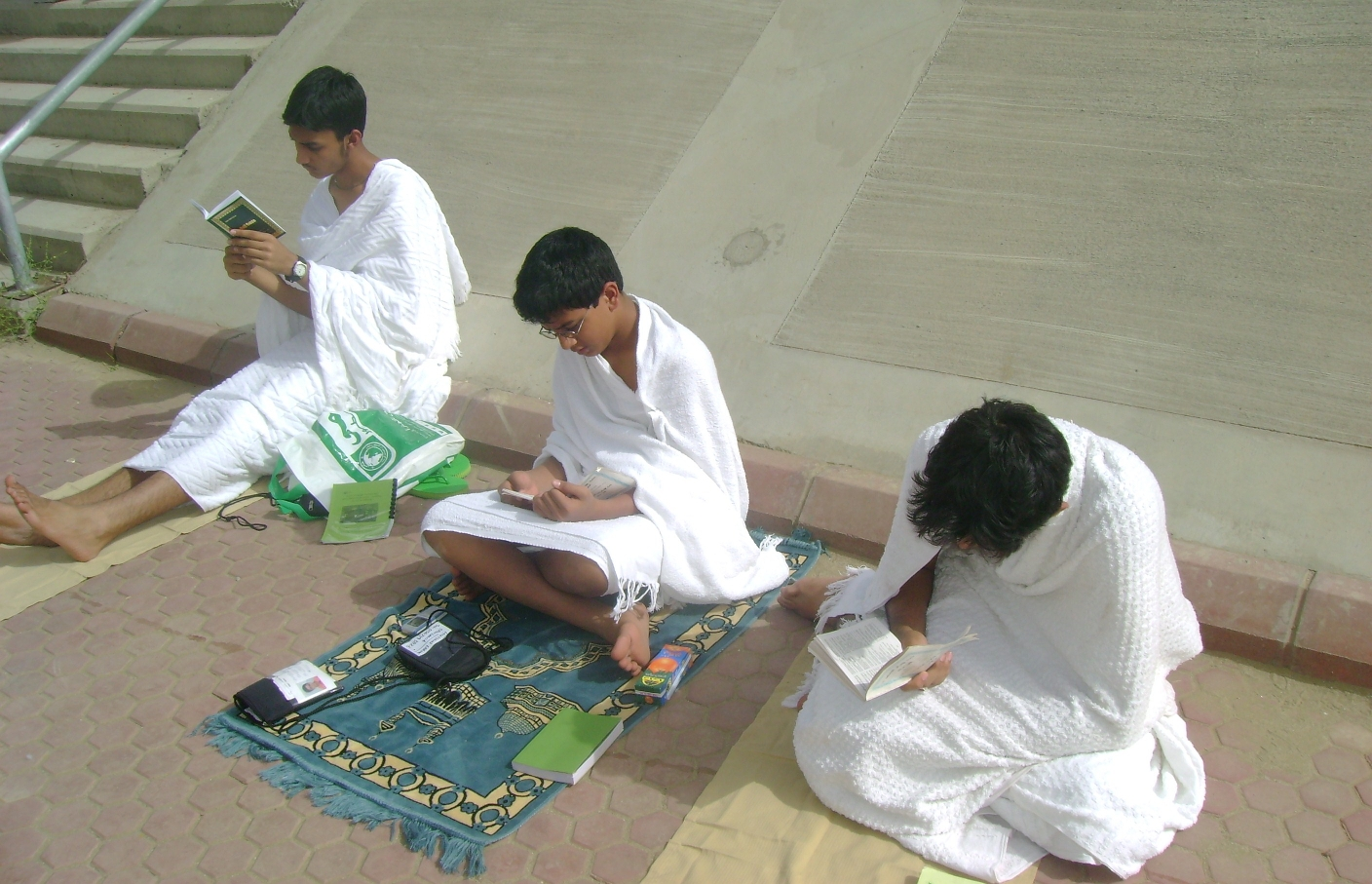
正在阿拉法特平原祈禱的朝覲者

阿拉法特山（阿拉伯語：‎）位於沙烏地阿拉伯城市麥加以東，是一座花崗岩丘陵，高約70公尺。阿拉法特山又稱為仁慈山（Jabal ar-Rahmah）。穆罕默德的生命接近尾聲時，追隨者們陪伴他一同進行朝覲的活動。在阿拉法特山的時候穆罕默德向他的追隨者發表了著名的「辭朝演說」。
阿拉法特山周圍的區域稱為阿拉法特平原。有時候阿拉法特山也涵蓋了這些範圍。阿拉法特平原對於穆斯林非常重要，因為在朝覲期間朝覲者必須在當月（都爾黑哲月）的第九日下午抵達此地並進行守夜，否則朝覲無效。
阿拉法特平原的守夜結束之後朝覲者必須起身前往穆茨達里法赫。